# ティルベリーFC
ティルベリー・フットボールクラブ（Tilbury Football Club）は、イングランド、エセックス州サーロックのティルベリーを本拠地とするサッカークラブチームである。2008-2009シーズンはイスミアンリーグ・ディヴィジョン1・ノース（8部相当）に所属。

## タイトル

### 国内タイトル
- ロンドンリーグ:4回

1958-1959,1959-1960,1960-1961,1961-1962
- アセニアンリーグ・ディヴィジョン2:1回

1963-1964
- アセニアンリーグ・ディヴィジョン1:1回

1968-1969
- イスミアンリーグ・ディヴィジョン2:1回

1975-1976

### 国際タイトル
- なし